# Heteropoda hildebrandti
Heteropoda hildebrandti là một loài nhện trong họ Sparassidae.
Loài này thuộc chi Heteropoda. Heteropoda hildebrandti được Peter Jäger miêu tả năm 2008.